# Alois Anton Führer
Alois Anton Führer (26 novembre 1853, Limburg an der Lahn, Allemagne – 5 novembre 1930 Binningen, Suisse) est un indianiste allemand qui a travaillé pour l'Archaeological Survey of India. Il est connu pour ses fouilles archéologiques, il croyait pouvoir prouver que le Bouddha Gautama est né à Lumbini, au Népal.

## Nomination en Inde et activités archéologiques
Führer arrive en Inde en 1885 et à son arrivée Alfred Comyn Lyall le nomme conservateur du Musée provincial de Lucknow, capitale de l'État de l'Uttar Pradesh. Führer commence à travailler en mars et met très vite en œuvre des améliorations dans le fonctionnement du musée. Impressionné par ces changements, Lyall, qui préside le Comité de gestion du Musée, écrit à Calcutta en demandant s'il était possible de trouver pour Führer un emploi à temps partiel à l'Archaeological Survey of India. Führer obtient donc une double nomination, l'une en tant que conservateur du musée et l'autre comme archéologue pour les provinces du Nord-Ouest de l'Inde.
En 1896, il obtient du gouvernement des Provinces du Nord-Ouest et du gouvernement de l'Inde l'autorisation de mener une expédition archéologique au Népal. Accompagné par le gouverneur du Népal, le général Khadga Shamsher, Führer découvre le pilier d'Ashoka, sur lequel il découvre une inscription qui, de concert avec d'autres éléments de preuve, en ferait le lieu de naissance de Buddha. Cette découverte est contestée dans un ouvrage publié en 2008 par l'écrivain britannique Charles Allen[réf. nécessaire].

## La mise à l'écart par le gouvernement indien
La carrière archéologique de Führer se termine en disgrâce. Sous les instructions officielles du gouvernement indien, Führer est relevé de ses fonctions, ses papiers saisis et ses bureaux inspectés par Vincent Arthur Smith, le 22 septembre 1898. Confronté par Smith au sujet de sa publication archéologique et son rapport fait au gouvernement, Führer est obligé d'admettre que "tout énoncé dans le rapport est absolument faux.". Ces publications sur le Sanskrit poussent Andrew Huxley à affirmer qu'il s'agit d'un travail de plagiat, copié dans les grandes lignes dans un rapport de Georg Bühler.

## La vie religieuse
Führer a une carrière religieuse inhabituelle. Il sert en tant que prêtre catholique, mais en 1887, il se convertit à l'anglicanisme. À la suite de la perte de ses fonctions en Inde, Führer envisage de devenir moine bouddhiste. Citant le Ceylan Standard, le Journal de la Mahabodhi Society note : "Beaucoup d'intérêt c'est créé dans le cercle bouddhiste, par la perspective que le Docteur Führer vienne à Ceylan pour rejoindre la prêtrise bouddhiste. La Presse a révélé de graves soupçons contre sa personne. Nous comprenons que le Dr Führer aura l'occasion de réfuter les accusations portées contre lui avant qu'il soit accepté par les principaux bouddhistes ici comme un représentant de la religion de Bouddha." Ces plans n'auront jamais aboutis, car en 1901 Führer se re-convertit à l'Église catholique chrétienne de Suisse.

## Publications
- Führer, Alois Anton (1896). Liste des tombes Chrétiennes et monuments archéologiques ou historiques d'intérêt et de leurs inscriptions dans les Provinces du Nord-Ouest et de l'Oudh, Allahabad: le Gouvernement de la Presse, N.-W. P. et Oudh
- Führer, Alois Anton, ed. (1909). Śrīharṣacaritamahākāvyam - Bāṇabhaṭṭa la biographie du Roi Harshavardhana de Sthāṇīśvara avec Śaṅkara de commentaire, Saṅketa, du texte et des commentaires avec des notes critiques. Bombay: Le Gouvernement Central De Presse
- Führer, Alois Anton; Hultzsch, E; Burgess, James (1892-1894). Epigraphia Indica : une collection d'inscriptions supplémentaires au Corpus inscriptionum Indicarum, Calcutta: le Gouvernement de l'impression